# Hypopygiopsis fumipennis
Hypopygiopsis fumipennis är en tvåvingeart som först beskrevs av Walker 1856.  Hypopygiopsis fumipennis ingår i släktet Hypopygiopsis och familjen spyflugor. Inga underarter finns listade i Catalogue of Life.